# The Brox Sisters
The Brox Sisters est un trio de sœurs chanteuses américaines, populaires dans les années 1920 et au début des années 1930.

## Carrière
Les trois sœurs  sont:
- Lorayne (née Eunice, 11 novembre 1901 – 14 juin 1993
- Bobbe (née Josephine Brock, 28 novembre 1902 – 2 mai 1999)
- Patricia (née Kathleen, 14 juin 1904 – 27 août 1988).

Le trio est né en Iowa et en Indiana, grandit en Alberta et au Tennessee, les trois chanteuses conservent un accent du Sud des États-Unis pendant toute leur carrière. Eunice, Josephine et Kathleen Brock commencent une carrière en trio au Canada, apparaissant tout d'abord en tant qu'enfants. 	
Le nom de famille Brock a été changé en "Brox" en tant que nom de scène.
Elles commencent des tournées dans les années 1910 aux États-Unis et au Canada. Au début des années 1920 elles rencontrent le succès à New York sur les scènes de Broadway, aux côtés des Marx Brothers. À la fin des années 1920 elles s'établissent à  Los Angeles. Elles se produisent dans les Ziegfeld Follies en 1927-1928. Elles se séparent dans les années 1930 après s'être mariées. Elles font leur dernière prestation à la radio en 1939.

## Filmographie
- 1929 : Hollywood chante et danse (The Hollywood Revue of 1929)
- 1930 : La Féerie du jazz (King of Jazz)
- 1932 : Hollywood on Parade (en)

## Galerie

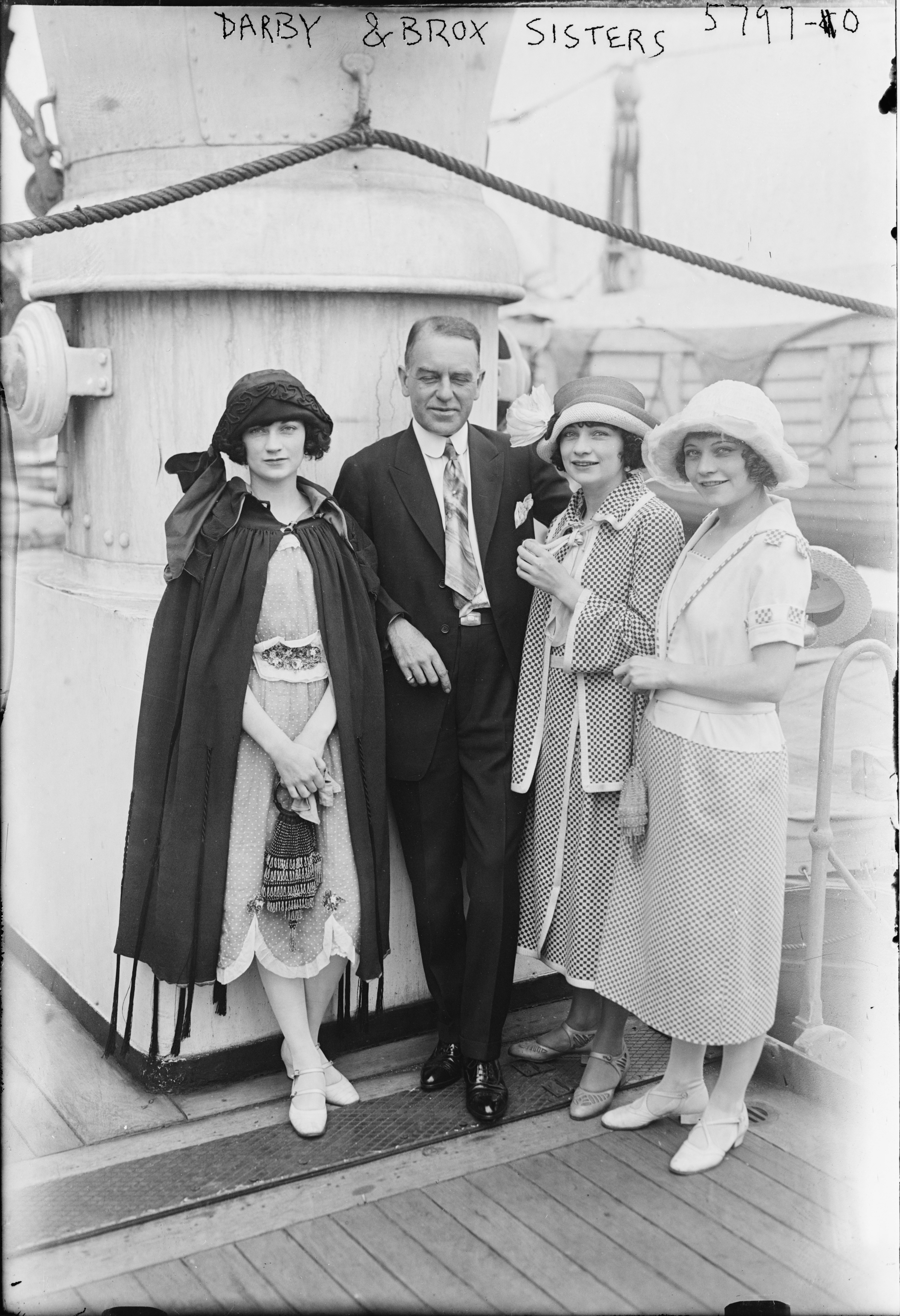
Darby et les sœurs Brox.
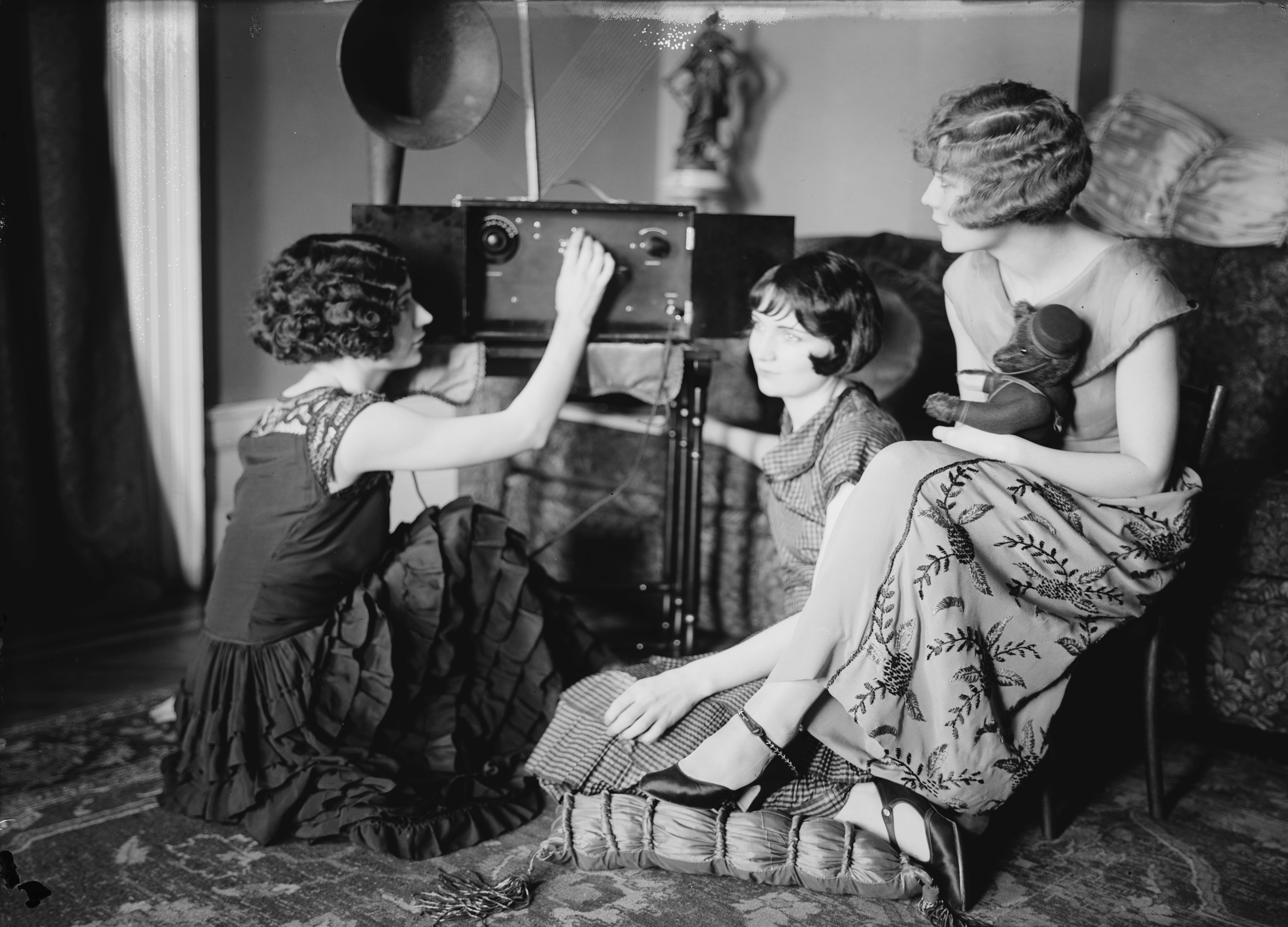
Les sœurs Brox écoutant la radio.
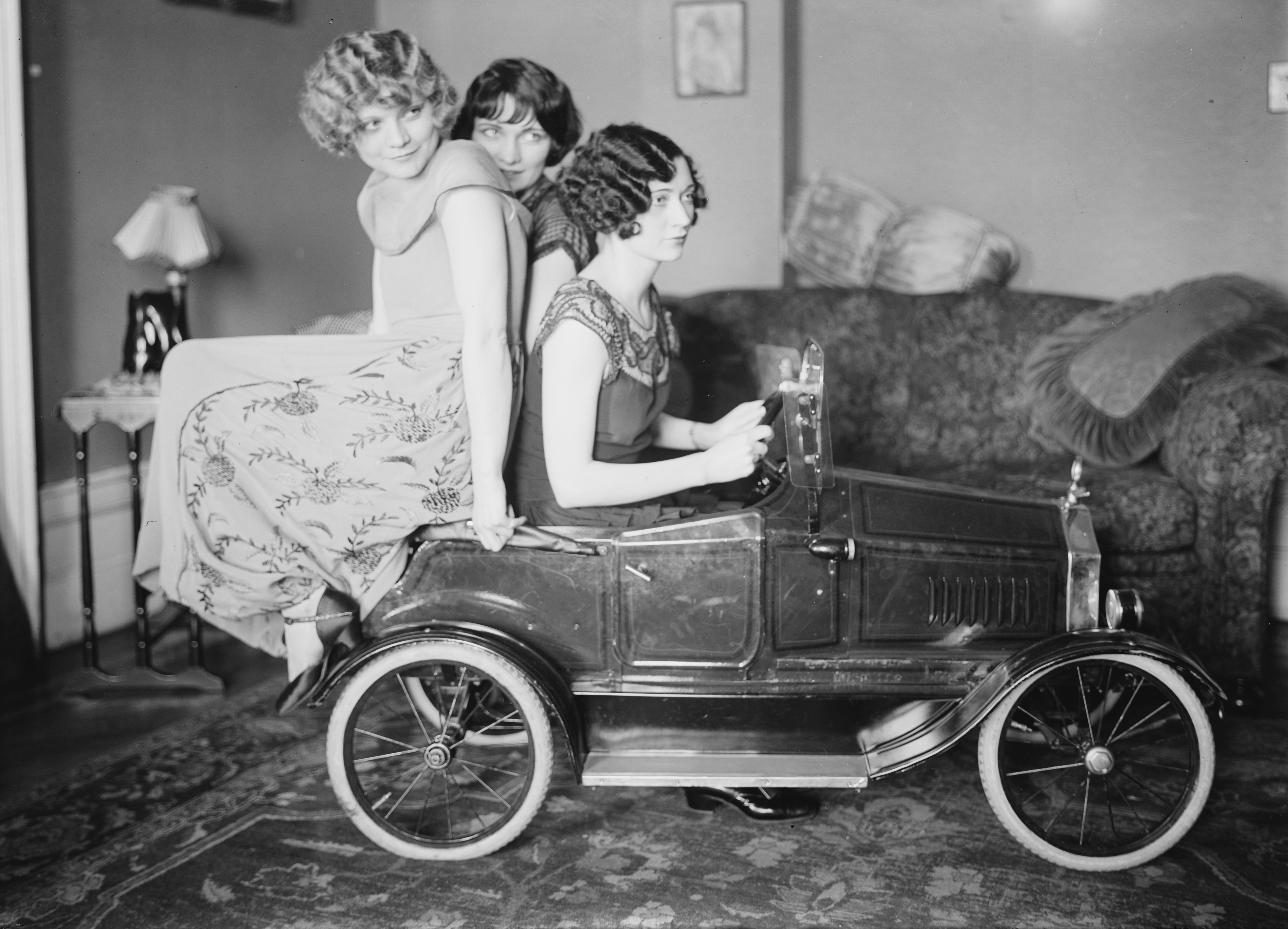
Les sœurs Brox au milieu des années 1920 (de gauche à droite : Loryane, Bobbe, Patricia).
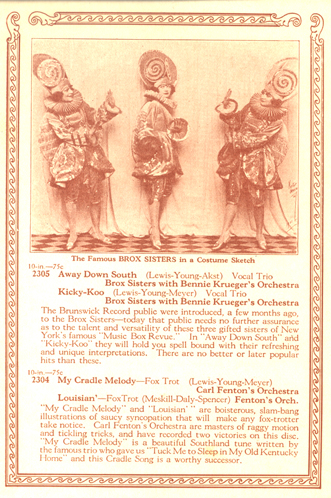
Page du catalogue de Brunswick Records en 1922
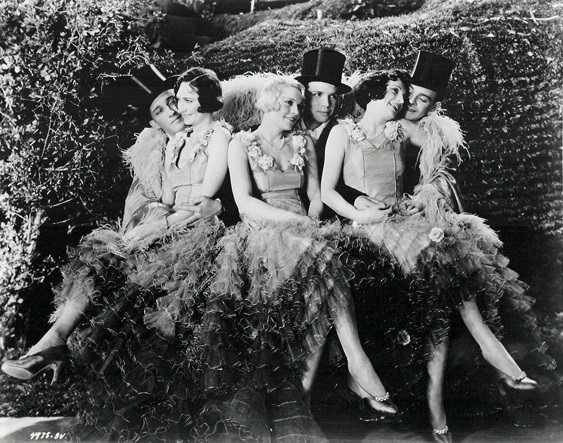
Les sœurs Brox et les Rhythm Boys dans La Féerie du jazz (King of Jazz) (1930).